# یواس‌ان‌اس پروو (تی-ای‌جی-۱۷۳)
یواس‌ان‌اس پروو (تی-ای‌جی-۱۷۳) (به انگلیسی: USNS Provo (T-AG-173)) یک کشتی بود که طول آن 455' 3" بود. این کشتی در سال ۱۹۴۵ ساخته شد.